# قرار مجلس الأمن التابع للأمم المتحدة رقم 2038
قرار مجلس الأمن التابع للأمم المتحدة رقم 2038، المتخذ بالإجماع في 29 فبراير 2012 م. عين مدعيا عاما جديدا للآلية الدولية لتصريف الأعمال المتبقية للمحكمتين الجنائيتين.

## روابط خارجية
- نص القرار في undocs.org